# Osamu Taninaka
Osamu Taninaka (jap. 谷中 治 Taninaka Osamu; ur. 24 września 1964) – były japoński piłkarz, reprezentant kraju.

## Kariera klubowa
Od 1983 do 1995 roku występował w klubach: Fujita Industries i Tosu Futures.

## Kariera reprezentacyjna
W reprezentacji Japonii zadebiutował w 1984. W reprezentacji Japonii występował w latach 1984-1986. W sumie w reprezentacji wystąpił w 3 spotkaniach.

## Statystyki
| Reprezentacja Japonii | Reprezentacja Japonii | Reprezentacja Japonii |
| Rok                   | Mecze                 | Gole                  |
| --------------------- | --------------------- | --------------------- |
| 1984                  | 1                     | 0                     |
| 1985                  | 0                     | 0                     |
| 1986                  | 2                     | 0                     |
| Razem                 | 3                     | 0                     |